# 윤성원 (방송인)
윤성원(尹聖園, 1949년 1월 13일 ~ )는 대한민국의 KBS의 前 아나운서이며, 퇴사 후 현재 방송인이다. 취미는 바둑기사의 아마추어 실력이었다고 한다. 

## 학력
- 연세대학교 교육학과 학사

## 경력
- 아나운서실 중계기술국 부장
- 2003 ~ 2004 : KBS 군산방송국장